# Sam J. Lundwall
Sam Thore Jerrie Lundwall, född 24 februari 1941 i Stockholm, är en svensk science fiction-författare, översättare, redaktör, bokförläggare, fotograf, TV-producent och trubadur. Han är en mångsysslare och har verkat för science fiction och skräck inom litteratur och TV.

## Biografi
Lundwall har varit verksam inom flera områden och startade ursprungligen som en av de ledande inom svensk science fiction-fandom, där hans fanzine Science Fiction-Nytt betraktades som det främsta.[källa behövs] Redan i slutet av 1950-talet debuterade han själv som science fiction-författare i tidskriften Häpna!. Lundwall utvecklades senare till en av de ledande krafterna bakom introduktionen av science fiction (SF) i Sverige.
Under 1960-talet var Lundwall verksam som fotograf, frilansskribent och vissångare (med bland annat LP:n Visor i vår tid). 1968 arbetade han som TV-producent och stod bakom en programserie om science fiction (SF). Den ledde 1969 till att han på Sveriges Radios förlag gav ut den första boklånga svenska översikten över SF-litteratur, Science fiction – från begynnelsen till våra dagar (1969). Boken blev mycket uppmärksammad och Lundwall knöts till det nystartade förlaget Askild & Kärnekull (A&K), där han 1970 stod som redaktör dels för deras SF-utgivning, dels för en av förlaget startad SF-bokklubb.
Sommaren 1973 lämnade han Askild & Kärnekull och ägnade sig istället åt Delta Förlag som han drev tillsammans med den litteräre agenten Gunnar Dahl. På Delta utgavs fram till slutet av 1980-talet ca 200 SF-titlar – den största satsning på science fiction som förekommit i Sverige. Därefter fortsatte Lundwall under 1990-talet att ge ut science fiction på sitt familjeägda förlag Sam J. Lundwall Fakta & Fantasi.
Lundwall var mellan 1972 och 2009 redaktör för tidskriften Jules Verne-Magasinet, som ursprungligen kom ut som veckotidning 1940–1947, och därefter återupplivades 1968 av journalisten och SF-entusiasten Bertil Falk i Malmö. Falk överlät 1972 tidskriften på Askild & Kärnekull där den redigerades av Lundwall, som därefter tog tidskriften med sig till först Delta och därefter Fakta & Fantasi.

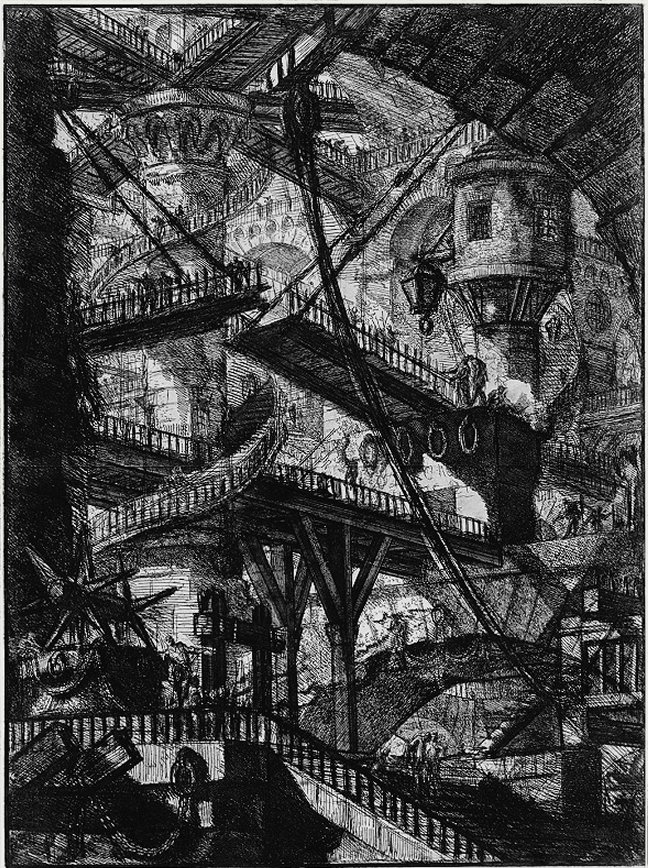
En av Piranesis etsningar som inspirerade Lundwall till Fängelsestaden.

Som romanförfattare debuterade Lundwall med två romaner i samtidig utgivning och i USA; hans första skönlitterära bok gavs ut 1970 av förlaget Ace Books och innehöll de båda romanerna Alice's World och No Time for Heroes; de kom senare på svenska som Alice, Alice respektive Inga hjältar här. Hans bästa romaner anses vara pastischen Mörkrets furste, den satiriska närframtidsromanen King Kong blues och den suggestiva, mörka Fängelsestaden, inspirerad av den italienske konstnären Giovanni Battista Piranesis etsningar i serien Carceri d'invenzione (fantasifängelser).
Lundwall har varit huvudarrangör för flera svenska SF-kongresser i Stockholm (1961, 1963, 1973, 1975, 1977 och 1979). Han har ingått i styrelsen och tjänstgjort som ordförande för SF-författarorganisationen World SF och varit nordeuropeisk samordnare inom Science Fiction Writers of America. Också som översättare har han varit mycket produktiv men har i första hand översatt verk utanför SF-litteraturen, bland annat H.P. Lovecrafts skräckberättelser.

### Skönlitteratur
- Mot tidhavets stränder (som följetong i Lundwalls fanzine Science Fiction-Nytt 1959-1962, ej avslutad)
- Jag är människan (som följetong i fanzinet Science fiction forum 1963-1965)
- Inga hjältar här (1972)
- Uppdrag i universum (1973)
- Alice, Alice! (1974)
- King Kong Blues (1974)
- Bernhards magiska sommar (1975)
- Mörkrets furste: eller, Djävulstornets hemlighet (1975)
- Tio sånger och Alltid Lady Macbeth (1975)
- Gäst i Frankensteins hus (1976)
- Mardrömmen (1977)
- Fängelsestaden (1978)
- Flicka i fönster vid världens kant (1980)
- Crash (1982)
- Tiden och Amélie (1986)
- Frukost bland ruinerna (1988)
- Gestalter i sten (1988)
- Vasja Ambartsurian (1990)
- Zap! (1992)
- Staden vid tidens ände eller Sam Spade i kamp mot entropin (1993)

### Facklitteratur
- Bibliografi över science fiction & fantasy 1830–1961 (1962)
- Bibliografi över science fiction & fantasy 1772–1964 (1964)
- Science fiction: Från begynnelsen till våra dagar (1969)
- Science Fiction: What it's All About (1971)
- Bibliografi över science fiction & fantasy 1741–1973 (1974)
- Utopia - dystopia (1977)
- Science fiction: An Illustrated History (1977)
- Utopier och framtidsvisioner (1984)
- Bibliografi över science fiction & fantasy 1974–1983 (1985)
- En bok om science fiction, fantastik, futurism, robotar, monster, vampyrer, utopier, dystopier och annat märkvärdigt och oväntat och osannolikt (1993)
- Bibliografi över science fiction & fantasy 1741–1996 (1997)

### Översättningar (urval)
- Isaac Asimov: Stiftelsen (Foundation) (Askild & Kärnekull, 1970)
- James Branch Cabell: Berättelsen om Manuel: en komedi (Figures of earth) (Askild & Kärnekull, 1972)
- Charles G. Finney: Doktor Laos cirkus (The circus of Dr. Lao) (Delta, 1975)
- Ed McBain: Som kärlek (Like love) (PAN/Norstedt, 1976)
- Russell Hoban: Kleinzeit (Kleinzeit) (Delta, 1976)
- James Clavell: Shōgun (Shōgun) (Norstedt, 1977)
- Robert Louis Stevenson: Dr Jekyll och Mr Hyde (The strange case of Dr. Jekyll and Mr. Hyde) (Trevi, 1979)
- Karel Čapek: R.U.R. (R.U.R.) (översatt tillsammans med Eva Briis-Norén, Fakta & fantasi, 1983)
- Mario Puzo: Sicilianaren (The Sicilian) (Norstedt, 1985)
- John le Carré: En perfekt spion (A Perfect Spy) (Bonnier, 1987)
- Nathaniel Hawthorne: Rappaccinis dotter (Rappaccini's daughter) (Lundwall Fakta & fantasi, 1991)
- Ken Follett: Över mörka vatten (Night over water) (Bonnier, 1992)
- Philip Roth: Skamfläcken (The human stain) (Bonnier, 2001)
- Bill Clinton: Mitt liv (My life) (Bonnier, 2004)